# Peștera Grueț
Peștera Grueț este o arie protejată de interes național ce corespunde catogoriei a III-a IUCN (rezervație naturală, tip speologic), situată în partea central estică a județului Bihor, pe teritoriul administrativ al comunei Roșia
Rezervația naturală Peștera Grueț, cu o suprafață de 0,10 ha. se află la 25 de m. deasupra Văii Pleazelor și prezintă două galerii: una principală, temporar activă, închisă cu un sifon care nu se poate întrepătrunde, caracterizată prin prezența câtorva nivele de eroziune, trasee aluvionare, arcade și hornuri, iar cea de-a II-a, situată la un nivel superior, ce se termină cu o sală mică, prezintă depozite aluvionare și mai multe formațiuni stalagmitice.